# Gesellschaft der Musikfreunde

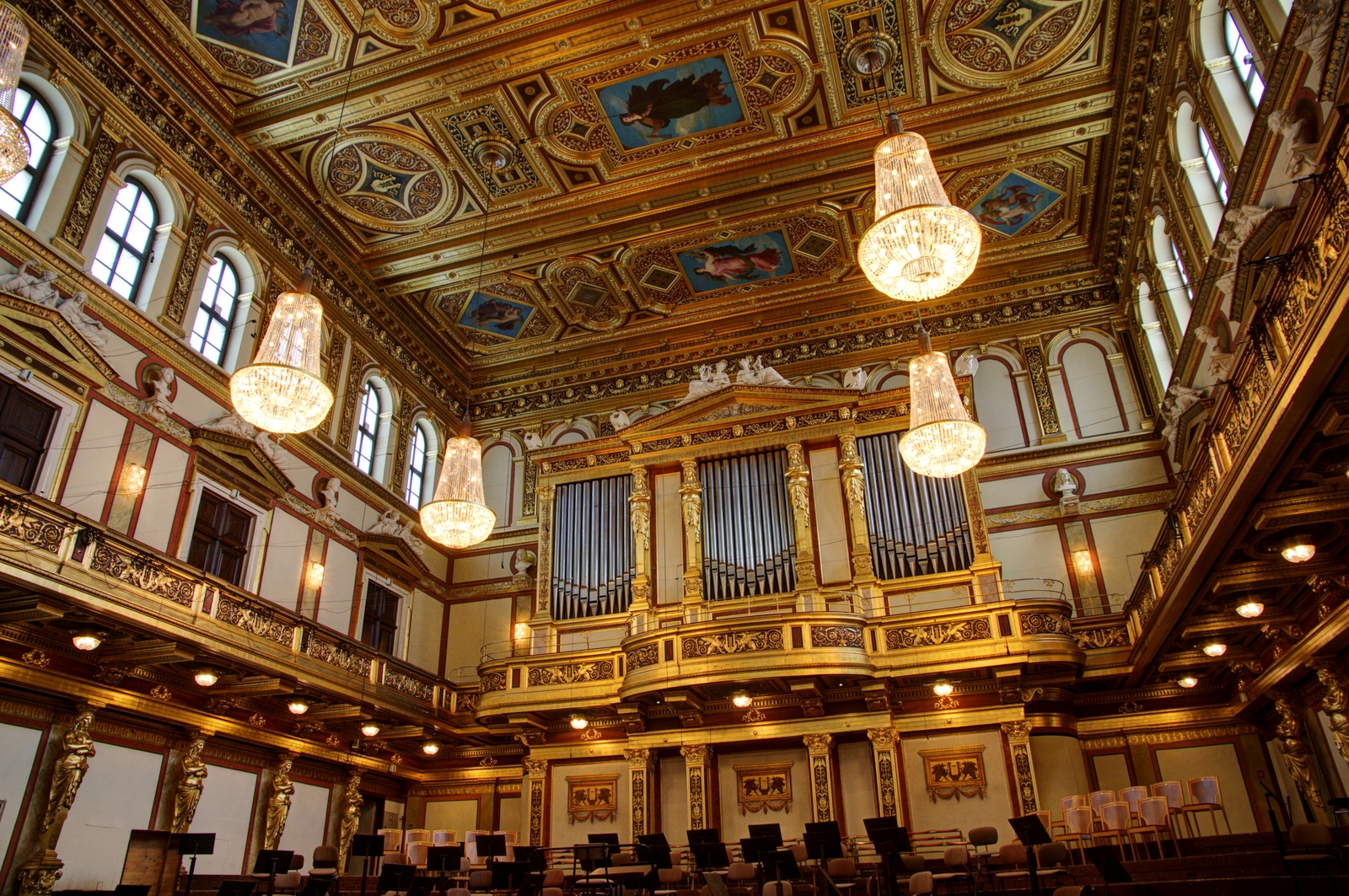
L'edifici de la Gesellschaft der Musikfreunde

La Gesellschaft der Musikfreunde (Societat d'Amics de la Música) és una associació fundada el 1812 per Joseph von Sonnleithner, secretari general del Wiener Hoftheater de Viena. Els estatuts de la Societat, promoguts el 1814, van establir que el propòsit era el de fomentar la música en tots els seus àmbits. El 1869, el compositor rus Anton Rubinstein va ser designat director dels concerts que es feien a la Societat. Va durar molt poc en el càrrec, i va ser succeït per Johannes Brahms.
La Gesellchaft der Musikfreunde és la fundadora de la Universität für Musik und darstellende Kunst Wien (Universitat de Música i Art Dramàtic de Viena), i és la responsable de la construcció de la sala de concerts Musikverein de Viena el 1870.